# جورمی گوگ
جورمی گوگ (به لاتین: Jurmey Gewog) یک منطقهٔ مسکونی در بوتان (کشور) است که در Mongar District واقع شده‌است.